# جوزيف دبليو. كليفت
جوزيف دبليو. كليفت هو سياسي أمريكي، ولد في 30 سبتمبر 1837 في مارشفيلد في الولايات المتحدة، وتوفي في 2 مايو 1908. نشط حزبياً في الحزب الجمهوري. وقد انتخب عضو مجلس النواب الأمريكي ‏.